# 三氯化五甲基环戊二烯基钛
三氯化五甲基环戊二烯基钛是一种有机钛化合物，化学式为Cp*TiCl3（Cp* = C5(CH3)5）。这个半夹心配合物是一种橙色固体。初期合成涉及将五甲基环戊二烯基锂和四氯化钛结合。这个化合物是合成十甲基二氯二茂钛的中间体。